# Page Kennedy
Page Kennedy (ur. 23 listopada 1976 w Detroit, Michigan) – amerykański aktor.

## Filmografia
- 2006: Pepper Dennis jako Barnaby
- 2005-2006: Weeds jako gangster U-Turn
- 2005: Shackles jako Cw
- 2005: Barbershop jako Big Trickey
- 2005: In the Mix jako Twizzie
- 2005: Blind Justice jako Mike Dawson
- 2005: Gotowe na wszystko jako Caleb Applewhite[1]
- 2003: Karzeł 6 jako Jamie Davis
- 2003: S.W.A.T. Jednostka Specjalna jako Travis
- 2002: Świat gliniarzy jako Lamar Tilton
- 2001-2005: Sześć stóp pod ziemią jako Josh Langmead
- 1993-2005: Nowojorscy gliniarze jako Corey Mack